# Натанаель Мбуку
Натанаель Мбуку (фр. Nathanaël Mbuku, нар. 16 березня 2002, Вільнев-Сен-Жорж, Франція) — французький футболіст конголезького походження, півзахисник клубу «Динамо» (Загреб).

## Ігрова кар'єра

### Клубна
Натанаель Мбуку є вихованцем ряду клубів столичного регіону. У 2017 році він увійшов до складу молодіжної команди клубу «Реймс». У листопаді 2018 року футболіст підписав з клубом перший професійний контракт, розрахований на три роки. У серпні 2019 року у матчі першої ліги проти «Марселя» Мбуку вперше вийшов на поле в основній команді.
30 січня 2023 року підписав контракт на 4,5 роки з «Аугсбургом», який на той час виступав у німецькій Бундеслізі.
У вересні 2024 року перейшов у загребське «Динамо».

### Збірна
Натанаель Мбуку народився у сім'ї вихідців з ДР Конго але на міжнародному рівні обрав збірну Франції. У 2018 і 2019 роках Натанаель Мбуку у складі збірної Франції (U-17) брав участь у юнацьких першостях Європи та світу.

## Титули і досягнення
Франція (U-17)
 Бронзовий призер першості світу: 2019